# Área salvaje Blackridge
El área salvaje Blackridge (del inglés: Blackridge Wilderness) es un área salvaje o virgen situada en el estado de Utah, en Estados Unidos. Comprende aproximadamente 53,05 km² y fue designada el 30 de marzo de 2009 como parte del Omnibus Public Land Management Act of 2009. Situada junto a la sección de las cañones Kolob del parque nacional Zion, protege el cordal Ridge, formado por la falla e Hurricane, así como una larga franja del arroyo LaVerkin, y un afluente del río salvaje y paisajístico del río Virgen. El área salvaje Blackridge limita con la área salvaje Zion, al noreste.

## Flora y fauna
Los ecosistemas del área salvaje Blackridge comprenden jardines colgantes que crecen en algunas paredes del territorio. El área salvaje y el arroyo también ofrecen un hábitat para el puma, el venado bura, muchas especies de aves rapaces, y numerosos animales pequeños.
El área salvaje Blackridge se encuentra protegida por la Oficina de Administración de Tierras.